# استری (بازی ویدئویی)
ولگرد یا استری (به انگلیسی: Stray) یک بازی ویدئویی در سبک ماجراجویی است که توسط استودیوی بلوتواِلو توسعه یافته و به‌وسیلهٔ شرکت آناپورنا اینتراکتیو در ۱۹ ژوئیه ۲۰۲۲ برای مایکروسافت ویندوز، پلی‌استیشن ۴، پلی‌استیشن ۵، و در ۱۰ اوت ۲۰۲۳ برای کنسول‌های ایکس‌باکس وان و ایکس‌باکس سری اکس/اس، ۵ دسامبر ۲۰۲۳ برای سیستم‌عامل مک‌اواس و ۱۹ نوامبر ۲۰۲۴ برای نینتندو سوئیچ روانه بازار شد.
داستان بازی دربارهٔ یک گربهٔ ولگرد و مجروح است که از خانواده‌اش جدا شده و وارد دنیایی مملو از ربات‌ها، ماشین‌ها، و باکتری‌های جهش‌یافته می‌شود و تلاش می‌کند تا به نزد خانواده‌اش بازگردد. استری به‌طور کلی با واکنش‌های مثبتی از سوی منتقدان همراه بود، که طراحی هنری، روند بازی گربه‌ای، روایت، موسیقی متن، و عناصر سکوبازی آن مورد تحسین قرار گرفت، اما منتقدان نسبت به سکانس‌های مبارزه و مخفی‌کاری انتقاداتی داشتند.

## گیم پلی
استری یک بازی ماجراجویی است که از زاویه دید سوم شخص دنبال می‌شود و دارای مکانیک بازی جهان باز با تمرکز بر روی فضا، اکتشاف و هنر است. بازیکن کنترل یک گربهٔ ولگرد را بر عهده دارد که در دنیایی مملو از ربات‌ها گرفتار می‌شود و تصمیم می‌گیرد به خانواده‌اش بازگردد. بازیکنان با حل معماها شامل حرکت دادن موانع و عبور از سکوها قادر به پیشروی در داستان بازی هستند. بازیکن توسط یک هواپیمای بدون سرنشین کوچک به نام بی-۱۲ همراه می‌شود که قادر است با ترجمه زبان ربات‌ها و ذخیره آیتم‌هایی که در سراسر جهان بازی یافت می‌شود به او کمک کند. بازی دارای دو دشمن اصلی است: زورک‌ها و نگهبانان. زورک‌ها موجودات جهش یافته‌ای هستند که از ربات‌ها تغذیه می‌کنند و نگهبانان نیز پهپادهایی هستند که افراد خارجی را دستگیر می‌کنند.

در بازی استری، بازیکن با جهش از روی سکوها و بالا رفتن از موانع، مسیر را طی می‌کند.

## داستان
در حالی که گروهی متشکل از چهار گربه ولگرد در میان خرابه‌های یک شهر متروکه قدم می‌زنند، یکی از گربه‌ها (بازیکن) پس از پریدن از روی یک لولهٔ شل درون یک شکاف به سمت یک شهر زیرزمینی می‌افتد و مجروح می‌شود. گربه پس از تلاش برای بیرون آمدن و جستجو در شهر، آزمایشگاهی را پیدا می‌کند که در آن به دانلود یک هوش مصنوعی در بدن یک هواپیمای بدون سرنشین کوچک که خود را بی-۱۲ می‌نامد کمک می‌کند. او توضیح می‌دهد که قبلاً به یک دانشمند کمک می‌کرد، اما بسیاری از حافظه‌اش خراب شده است و برای بهبودی نیاز به زمان دارد. بی-۱۲ قول می‌دهد که به گربه کمک کند تا به سطح زمین بازگردد و او را بیشتر در شهر همراهی کند. همان‌طور که آنها در شهر سفر می‌کنند، متوجه می‌شوند که شهر کاملاً خالی از زندگی انسانی است و ربات‌ها در آن زندگی می‌کنند. در زمان غیبت بشریت، ربات‌ها خودآگاه شده‌اند و جامعه خود را در میان خرابه‌های شهر ساخته‌اند، اما در زیر زمین نیز گرفتار شده‌اند. این ویرانه‌ها همچنین با زورک‌ها، موجودات جهش یافته‌ای که برای بلعیدن زندگی ارگانیک و روبات‌ها تکامل یافته‌اند، آلوده شده‌اند.
این جفت با "مومو"، که یکی از اعضای گروه "خارجی هاً است ملاقات می‌کنند که برای یافتن راهی برای رسیدن به سطح زمین تلاش می‌کند. با کمک خارجی‌ها، گربه و بی-۱۲ می‌توانند به بخش مرکز شهر بروند. در آنجا، آنها کلمنتاین را پیدا می‌کنند، یک فرد خارجی که قصد دارد یک باتری اتمی از شرکت "نِکو" را بدزدد که انرژی قطار مترویی را که به سطح زمین می‌رود، تأمین می‌کند. این سه نفر توسط نگهبانان دستگیر و زندانی می‌شوند، اما گربه می‌تواند به همه آنها کمک کند تا از زندان فرار کنند. کلمنتاین پشت سر می‌ماند تا نگهبانان را گمراه کند در حالی که گربه و بی-۱۲ در مترو فرار می‌کنند و آنها را به مرکز کنترل شهر می‌برد. بی-۱۲ در نهایت تمام خاطرات خود را بازیابی می‌کند. این نشان می‌دهد که در اصل او یک دانشمند انسانی بود که سعی می‌کرد آگاهی خود را در یک بدن ربات آپلود کند، اما این روند تا زمانی که گربه از راه رسید به‌هم ریخت و در شبکه اینترنت زندانی شد. بی-۱۲ همچنین به یاد آورد که "شهر دیواری ۹۹" (شهری که بازی در آن اتفاق می‌افتد) برای محافظت از بشریت در برابر یک فاجعه در سطح ساخته شد، اما طاعون در نهایت کل جمعیت انسان را از بین برد. با درک اینکه میراث بشریت اکنون به ربات‌ها و گربه‌ها است، بی-۱۲ خود را قربانی می‌کند تا سقف بر روی شهر را باز کند و آن را در معرض نور خورشید قرار دهد که زورک‌ها را می‌کشد و نگهبانان را غیرفعال می‌کند. در حالی که خروجی اصلی باز شده است، گربه شهر را ترک می‌کند و به سطح می‌رسد. با ترک گربه، صفحه ای نزدیک در خروجی سوسو می‌زند و تابلوی ورودی شهر فعال می‌شود.

## توسعه
بنیانگذاران بلوتوالو استودیو، کولاس کولا و ویوین مرمت گوینت معروف به کولا و ویو، به ترتیب در سال ۲۰۱۵ کار روی استری را آغاز کردند زیرا می‌خواستند پس از کار در یوبی‌سافت مون‌پلیه یک پروژه مستقل را دنبال کنند. آن‌ها یک وبلاگ توسعه برای بازی داشتند که در آن زمان با نام اچ‌کی پراجکت (به انگلیسی: HK Project) شناخته می‌شد. پس از به اشتراک گذاشتن برخی از فیلم‌های بازی در توییتر، آناپورنا اینتراکتیو در آوریل ۲۰۱۶ برای انتشار این پروژه تماس گرفت. کولا و مرمت گوینت تا آن زمان تنها برخی از «صحنه‌های بصری» را توسعه داده بودند، اما جهت‌گیری قوی برای بازی داشتند. آناپورنا اینتراکتیو، که تا زمان امضای قرارداد هیچ بازی منتشر نکرده بود، در طی سال‌ها به ساخت شرکت کمک کرد و بازخورد گاه به گاه برای بازی ارائه کرد، اما تا حد زیادی آزادی خلاقیت را به توسعه‌دهندگان واگذار نمود. بودجه برای استودیو در آوریل ۲۰۱۷ تأیید شد و تیم توسعه تا پایان سال ۲۰۱۷ به پنج نفر رسید. کولا و مرمت گوینت از ابتدای توسعه می‌دانستند که می‌خواهند تیم کوچکی از توسعه‌دهندگان را حفظ کنند، زیرا ترجیح می‌دهند با ارتباط مستقیم کار کنند؛ تیم کوچک به این معنی بود که دامنه بازی با گذشت زمان و با تمرکز کاهش می‌یابد و به سمت عناصری که توسعه‌دهندگان آن‌ها را مهم می‌دانستند، هدایت می‌شود. پس از افشای بازی، تیم می‌خواست روی تولید تمرکز کند و تنها زمانی شروع به بازاریابی کند که توسعه آن به پایان رسید. آن‌ها دریافتند که استقبال از افشاگری بر فشار ارائه یک تجربه جلا افزوده است. بازی از آنریل انجین ۴ استفاده می‌کند.
استری به شدت تحت تأثیر شهرک محصور کاولون قرار گرفت. کولا و مرمت گوینت دوست داشتند که شهر به صورت ارگانیک ساخته شده است، و برایشان جالب بود که به عنوان هنرمندان به آن نزدیک شوند. آن‌ها آزمایش‌های گرافیکی محیط‌ها و ساختمان‌ها را طراحی کردند و دریافتند که شهر به دلیل وجود مسیرها و مناظر مختلف «زمین بازی عالی برای یک گربه» است. تیم توسعه دریافت که روند بازی در نقش یک گربه منجر به فرصت‌هایی برای طراحی مراحل جالبی می‌شود، به‌ویژه در مورد عناصر سکوبازی و پازل. آن‌ها با چالش‌های هنری و فنی در ایجاد تعادل در طراحی بازی جالب با محیط جهان باز مواجه شدند، زیرا مواردی که معمولاً در بازی‌های دیگر تزئینی هستند (مانند لوله‌ها و واحدهای تهویه مطبوع) به عنوان مسیرهای قابل کاوش در این بازی طراحی می‌شوند. مکان درون بازی «روستای مورچه» (به انگلیسی: Ant Village) به تیم اجازه داد تا طراحی عمودی بازی را آزمایش کند، و همچنین چندین گزینه مسیر را برای بازیکن فراهم کرد. تیم تصمیم گرفت از چالش‌های استاندارد پلتفرمینگ در مراحل اولیه توسعه، پس از تماشای بازیکنانی که به‌طور مداوم پرش‌های خود را از دست می‌دادند، اجتناب کنند. با توجه به تهیه‌کننده سوان مارتین راگت، حرکات یک گربه نرم‌تر به نظر می‌رسد، که باعث شد تیم سیستم حرکت هدایت‌شده خود را ایجاد کند و در عین حال آزادی انتخاب را فراهم کند. این تیم دریافت که صداها و ارتعاشات کنترلر دوال‌سنس به فیزیکی و تعاملی بازی به عنوان یک گربه افزوده است و زاویه پایین دوربین منجر به مشاهده عمیق‌تر محیط نسبت به یک قهرمان انسانی می‌شود.
عناصر متضاد برای توسعه دهندگان مهم بودند، مانند گربه «کوچک، ارگانیک و پر جنب و جوش» که در مقابل روبات‌های «زاویه ای و جسور» قرار گرفت. مرمت گوینت در ابتدا برخی از شخصیت‌های غیربازیکن انسانی را خلق کرد، اما از نتیجه راضی نبود و متوجه شد که کیفیت بصری بالای مورد نیاز برای یک تیم کوچک‌تر بسیار زمان‌برخواهد بود. قرار دادن آنها در صحنه‌ها آسان‌تر بود و از تضاد با گربه لذت برد. گنجاندن روبات‌ها نیز الهام‌بخش بیشتری از داستان بازی بود، و تیم به دلیل شیفتگی خود به فیلم‌هایی مانند بلید رانر (۱۹۸۲) آن را مناسب یافت. زبان روبات‌ها که در سراسر دنیای بازی وجود دارد اضافه شد تا بازیکنان احساس کنند در یک مکان خارجی هستند؛ گنجاندن آن همچنین منجر به توسعه داستان‌های پس‌زمینه جهان شد. بی-۱۲ به عنوان همراه گربه برای اضافه کردن توانایی‌های اضافی برای بازیکن، مانند تعامل با فناوری، اضافه شد. هر دو بی-۱۲ و کوله پشتی گربه در اوایل توسعه تصور شدند، زمانی که بازی هنوز به عنوان پروژه HK شناخته می‌شد.
تجربه گیم پلی به‌طور خاص از گربه‌های بنیانگذاران، مورتا و ریگز، و گربه‌های داخلی استودیو، اسکار و جون، الهام گرفته شده است. مورتاگ، گربه ولگرد سابق که در زیر یک ماشین در مون‌پلیه پیدا شده است، نمونه اصلی است. مورتاگ الهام بخش برای قهرمان بازی است، در حالی که اسکار، گربه بی‌مو بدون خز، مرجع مؤثر برای انیمیشن ارائه شده است. انیماتور گربه تیم، میکو، چندین تصویر و چند ویدیو از گربه‌ها را برای تحقیق مطالعه کرد، و با برنامه‌نویس رمی بیسموت برای یافتن تعادل بین انیمیشن‌های روان و گیم پلی لذت بخش کار کرد. هنگامی که در زمان آزمایش بازی گربه‌های اداره شروع به واکنش و تعامل با گربه درون بازی کردند، تیم متوجه شد که آنها «در مسیر درستی هستند». در حالی که بازی یک «نامه عاشقانه» به گربه‌های تیم است، آن‌ها عمداً از ساختن «شبیه‌ساز گربه» اجتناب کردند و گیم پلی جالب را بیش از واقع گرایی کامل انتخاب کردند. سکانس‌های اکشن به بازی اضافه شد تا کمی استرس به بازیکن بدهد. تیم می‌خواست ریتمی برای حفظ پیشرفت داستان بسازد. سکانسی که در آن بازیکن می‌تواند زورک‌ها را بکشد، توسط کولا و مرمت گوینت به‌عنوان «انتقام» برای «تهاجم ساس‌ها» که آنها متحمل شدند، دیده می‌شد.

## انتشار
این بازی در ۱۱ ژوئن ۲۰۲۰ در رویداد Future of Gaming پلی‌استیشن معرفی شد. این بازی برای پلی‌استیشن ۴، پلی‌استیشن ۵ و مایکروسافت ویندوز منتشر شد. در یک تریلر سونی در نمایشگاه بین‌المللی سی‌ئی‌اس در ژانویه ۲۰۲۱، پنجره انتشار بازی با چاپ دقیق اکتبر ۲۰۲۱ ذکر شد. سونی بعداً چاپ ریز را از تریلر حذف کرد. در ژوئیه ۲۰۲۱، آناپورنا اینتراکتیو یک تریلر گیم‌پلی منتشر کرد که پنجره انتشار اوایل سال ۲۰۲۲ را نشان می‌داد. یک تریلر توسط پلی‌استیشن در آوریل ۲۰۲۲ نشان داد که انتشار بازی تا اواسط سال به تعویق افتاده است. در جریان ارائه PlayStation State of Play در ژوئن، تاریخ انتشار بازی ۱۹ ژوئیه ۲۰۲۲ اعلام شد. در زمان راه اندازی، برای اعضای لایه‌های دولوکس، اگزترا و پرمیوم پلی‌استیشن پلاس در دسترس قرار گرفت. دو نسخه فیزیکی توسط iam8bit و Skybound Games منتشر خواهند شد: نسخه استاندارد خرده‌فروشی برای پلی‌استیشن ۵ در ۲۰ سپتامبر ۲۰۲۲، دارای شش کارت هنری و نسخه انحصاری برای پلی‌استیشن ۴ و پلی‌استیشن ۵ در سه‌ماهه چهارم ۲۰۲۲، با پوستر اضافی و پچ گلدوزی شده. iam8bit همچنین یک صفحه وینیل از موسیقی متن بازی را در سه‌ماهه اول ۲۰۲۳، با آلبوم هنری فرناندو کوریا، توزیع می‌کند. پیش‌سفارش‌ها برای نسخه‌های فیزیکی و موسیقی متن در ۱۲ ژوئیه آغاز شد. برای انتشار بازی، آناپورنا اینتراکتیو با چندین مؤسسه خیریه برای جمع‌آوری پول برای گربه‌های بی‌خانمان با ارائه هدایایی به عنوان انگیزه برای کمک‌های مالی همکاری کرد.